# Guillermina de Hesse-Cassel
Guillermina de Hesse-Kassel (Kassel, 25 de febrer de 1726 - Berlín, 8 d'octubre de 1808), va ser una princesa prusiana, casada amb el príncep Enric de Prússia.
Guillermina era filla del príncep Maximilià de Hesse-Kassel i de Friederike Carlota de Hesse-Darmstadt, i la neboda de Guillem VIII, landgrave de Hesse-Kassel i del rei Frederic I de Suècia. Va ser presentada a Henry quan va visitar Kassel el 1751 i es va casar amb ell el 25 de juny de 1752.
Wilhelmina va ser descrita com una bellesa encantadora. Wilhelmina i Henry tenien la seva pròpia cort i vivien entre Schloss Rheinsberg i Berlín. Wilhelmina no va tenir fills amb Henry, que es va informar que prestava més atenció als seus amics masculins que a ella. La parella es va separar el 1766 després d'una suposada aventura per part de Wilhelmina. Després de la separació, va viure al Palais Unter den Linden (avui Universitat Humboldt de Berlín, on va ser atesa pels successius membres de la família von Blumenthal (Amalia, Charlotte, Marie-Thérèse i Leopoldine) com a dames de honor.

La princesa sueca Hedvig Elisabeth Charlotte de Holstein-Gottorp la va descriure en el moment de la seva visita el 1798:
| « | "Era una dama alta i guapa amb una figura ben cuidada, tot i que molt prima, i encara es pot veure com d'increïblement bella era en la seva joventut. Els seus ulls són grans i vius, encara que una mica sobresortint, i amb una mirada inquieta. És enginyosa i literal, però com a conseqüència de la seva edat, de vegades parla de diversos temes alhora. Les seves maneres són regals, representa perfectament, i a més era molt educada i molt agradable amb mi." | » |

Va ser un dels pocs membres de la casa reial que va romandre a Berlín durant l'ocupació francesa el 1806. Si bé la majoria de la família reial va marxar, segons es diu a causa de les crítiques anti-napoleòniques que havien expressat, i els membres de la cort reial els va seguir o va abandonar la capital per a les seves finques, Guillemmina es va quedar amb el príncep August Ferran de Prússia i la seva consort la margravina Elisabeth Louise de Brandenburg-Schwedt a causa de "la seva gran edat", així com amb la princesa Augusta de Prússia, que estava embarassada en aquell moment.